# Olympische Sommerspiele 2012/Teilnehmer (Dänemark)
| Gelbes Symbol für Goldmedaillen mit stilisierten Olympischen Ringen | Graues Symbol für Silbermedaillen mit stilisierten Olympischen Ringen | Braundes Symbol für Bronzemedaillen mit stilisierten Olympischen Ringen |
| ------------------------------------------------------------------- | --------------------------------------------------------------------- | ----------------------------------------------------------------------- |
| 2                                                                   | 4                                                                     | 3                                                                       |

Dänemark nahm in London an den Olympischen Spielen 2012 teil. Es war die insgesamt 26. Teilnahme an Olympischen Sommerspielen. Von Danmarks Idræts-Forbund (DIF) wurden 113 Athleten in 17 Sportarten nominiert.
Zum Fahnenträger bei der Eröffnungsfeier wurde der Kanute Kim Wraae Knudsen bestimmt, der bei den Spielen 2008 in Peking eine Silbermedaille im Zweier-Kajak über 1000 m gewann. Bei der Abschlusszeremonie hielt Allan Nørregaard, Bronzemedaillengewinner im 49er-Segeln, die dänische Fahne. Zum Aufgebot gehörte auch der Schwimmer Pál Joensen von den Färöern. Er startete erstmals für Dänemark, da es kein eigenständiges Nationales Olympisches Komitee der Färöer gibt.
Mit einer Ausbeute von zweimal Gold, viermal Silber und dreimal Bronze platzierte sich das Land auf Rang 29 im Medaillenspiegel. In der Olympischen Geschichte Dänemarks bedeuten neun Medaillen die erfolgreichsten Spiele seit 1948, womit die Erwartungen des DIF und der Elitesportorganisation Team Danmark, die im Vorfeld auf acht Medaillen hofften, knapp übertroffen wurden.

## Medaillengewinner
| Medaille | Name                                                                  | Sportart  | Wettkampf                   |
| -------- | --------------------------------------------------------------------- | --------- | --------------------------- |
| Gold     | Rasmus Quist Mads Rasmussen                                           | Rudern    | Leichtgewichts-Doppelzweier |
| Gold     | Lasse Norman Hansen                                                   | Radsport  | Omnium                      |
| Silber   | Anders Golding                                                        | Schießen  | Wurfscheibe Skeet           |
| Silber   | Fie Udby Erichsen                                                     | Rudern    | Einer                       |
| Silber   | Mathias Boe Carsten Mogensen                                          | Badminton | Doppel                      |
| Silber   | Jonas Høgh-Christensen                                                | Segeln    | Finn-Dinghy                 |
| Bronze   | Jacob Barsøe Eskild Ebbesen Morten Jørgensen Kasper Winther Jørgensen | Rudern    | Leichtgewichts-Vierer       |
| Bronze   | Joachim Fischer Christinna Pedersen                                   | Badminton | Mixed Doppel                |
| Bronze   | Peter Lang Allan Nørregaard                                           | Segeln    | 49er                        |

### Erfolgsprämien
Als Bonus zu den Medaillen lobte Team Danmark im Vorfeld folgende Erfolgsprämien aus: 100.000 DKK für eine Goldmedaille, 70.000 DKK für eine Silbermedaille und 35.000 DKK für eine Bronzemedaille. Die Höhe der Prämien blieb damit unverändert im Vergleich zu den vorherigen Spielen in Peking 2008 und Vancouver 2010.

## Teilnehmer nach Sportarten

### Badminton
| Athleten                                    | Wettbewerb | Gruppenphase                                                 | Gruppenphase                                                           | Gruppenphase  | Gruppenphase | Achtelfinale | Achtelfinale                       | Viertelfinale                  | Viertelfinale      | Halbfinale           | Halbfinale                | Finale             | Finale                              | Rang   |
| Athleten                                    | Wettbewerb | Gegner                                                       | Ergebnis                                                               | Punkte        | Rang         | Gegner       | Ergebnis                           | Gegner                         | Ergebnis           | Gegner               | Ergebnis                  | Gegner             | Ergebnis                            | Rang   |
| ------------------------------------------- | ---------- | ------------------------------------------------------------ | ---------------------------------------------------------------------- | ------------- | ------------ | ------------ | ---------------------------------- | ------------------------------ | ------------------ | -------------------- | ------------------------- | ------------------ | ----------------------------------- | ------ |
| Frauen                                      |            |                                                              |                                                                        |               |              |              |                                    |                                |                    |                      |                           |                    |                                     |        |
| Tine Baun                                   | Einzel     | K. Augustyn Anastasia Prokopenko                             | 2:0 (21:11, 21:6) 2:1 (19:21, 21:15, 21:16)                            | 4:1 (103:69)  | 1            | S. Satō      | 2:0 (14:15) Abbruch wg. Verletzung | S. Nehwal                      | 0:2 (15:21, 20:22) | ausgeschieden        | ausgeschieden             | ausgeschieden      | ausgeschieden                       | 5–8    |
| Kamilla Rytter Juhl Christinna Pedersen     | Doppel     | M. Maeda S. Suetsuna Poon L. Y. Tse Y. S. Tian Q. Zhao Y.    | 1:2 (21:18, 14:21, 17:21) 2:1 (21:13, 14:21, 21:18) 2:0 (22:20, 21:12) | 5:3 (149:144) | 2            | –            | –                                  | M. Fujii R. Kakiiwa            | 0:2 (20:22, 10:21) | ausgeschieden        | ausgeschieden             | ausgeschieden      | ausgeschieden                       | 5–8    |
| Männer                                      |            |                                                              |                                                                        |               |              |              |                                    |                                |                    |                      |                           |                    |                                     |        |
| Peter Gade                                  | Einzel     | P. Martins                                                   | 2:0 (21:14, 21:8)                                                      | –             | –            | Shon W. H.   | 2:0 (21:9, 21:16)                  | Chen L.                        | 0:2 (16:21, 13:21) | ausgeschieden        | ausgeschieden             | ausgeschieden      | ausgeschieden                       | 5–8    |
| Jan Ø. Jørgensen                            | Einzel     | M. Zilberman Zi Lang Derek Wong                              | 2:0 (21:13, 21:12) 2:0 (21:17, 21:14)                                  | 4:0 (84:56)   | 1            | Lee H. I.    | 0:2 (17:21, 13:21)                 | ausgeschieden                  | ausgeschieden      | ausgeschieden        | ausgeschieden             | ausgeschieden      | ausgeschieden                       | 9–16   |
| Mathias Boe Carsten Mogensen                | Doppel     | D. L. James W. Viljoen W. Iwanow Ivan Sozonov Chai B. Guo Z. | 2:0 (21:6, 21:12) 2:1 (16:21, 21:19, 21:14) 2:0 (21:14, 21:19)         | 6:1 (142:103) | 1            | –            | –                                  | Lee S. M. Fang C. M.           | 2:0 (21:16, 21:18) | Jung J. S. Lee Y. D. | 2:1 (17:21, 21:18, 22:20) | Cai Y. Fu H.       | 0:2 (16:21, 15:21)                  | Silber |
| Mixed                                       |            |                                                              |                                                                        |               |              |              |                                    |                                |                    |                      |                           |                    |                                     |        |
| Joachim Fischer Nielsen Christinna Pedersen | Doppel     | G. Gao T. Ng N. Zięba R. Mateusiak S. Ikeda R. Shiota        | 2:0 (21:12, 21:11) 2:1 (21:9, 14:21, 21:17) 2:0 (21:11, 21:10)         | 6:1 (140:91)  | 1            | –            | –                                  | S. Prapakamol S. Thungthongkam | 2:0 (21:15, 21:13) | Zhang N. Zhao Y.     | 1:2 (21:17, 17:21, 19:21) | T. Ahmad L. Natsir | Spiel um Platz 3 2:0 (21:12, 21:12) | Bronze |
| Thomas Laybourn Kamilla Rytter Juhl         | Doppel     | J. Gutta V. Diju Ha J. E. Lee Y. D. T. Ahmad L. Natsir       | 2:0 (21:12, 21:16) 2:0 (21:15, 21:12) 0:2 (22:24, 16:21)               | 4:2 (122:100) | 2            | –            | –                                  | Zhang N. Zhao Y.               | 0:2 (13:21, 17:21) | ausgeschieden        | ausgeschieden             | ausgeschieden      | ausgeschieden                       | 5–9    |

### Bogenschießen
| Athleten                                      | Wettbewerb | Qualifikation | Qualifikation | 1. Runde   | 1. Runde | 2. Runde | 2. Runde | Achtelfinale | Achtelfinale | Viertelfinale | Viertelfinale | Halbfinale | Halbfinale | Finale | Finale   | Rang |
| Athleten                                      | Wettbewerb | Ringe         | Rang          | Gegner     | Ergebnis | Gegner   | Ergebnis | Gegner       | Ergebnis     | Gegner        | Ergebnis      | Gegner     | Ergebnis   | Gegner | Ergebnis | Rang |
| --------------------------------------------- | ---------- | ------------- | ------------- | ---------- | -------- | -------- | -------- | ------------ | ------------ | ------------- | ------------- | ---------- | ---------- | ------ | -------- | ---- |
| Frauen                                        |            |               |               |            |          |          |          |              |              |               |               |            |            |        |          |      |
| Carina Christiansen                           | Einzel     | 663           | 7             | E. Barnard |          |          |          |              |              |               |               |            |            |        |          |      |
| Maja Jager                                    | Einzel     | 642           | 35            | E. Richter |          |          |          |              |              |               |               |            |            |        |          |      |
| Louise Laursen                                | Einzel     | 641           | 36            | M. Beaudet |          |          |          |              |              |               |               |            |            |        |          |      |
| Carina Christiansen Maja Jager Louise Laursen | Mannschaft | 1946          | 8             | –          | –        | –        | –        | Indien       |              |               |               |            |            |        |          |      |

### Boxen
| Athleten      | Wettbewerb              | 1. Runde       | 1. Runde             | Achtelfinale  | Achtelfinale  | Viertelfinale | Viertelfinale | Halbfinale    | Halbfinale    | Finale        | Finale        | Rang |
| Athleten      | Wettbewerb              | Gegner         | Ergebnis             | Gegner        | Ergebnis      | Gegner        | Ergebnis      | Gegner        | Ergebnis      | Gegner        | Ergebnis      | Rang |
| ------------- | ----------------------- | -------------- | -------------------- | ------------- | ------------- | ------------- | ------------- | ------------- | ------------- | ------------- | ------------- | ---- |
| Männer        |                         |                |                      |               |               |               |               |               |               |               |               |      |
| Dennis Ceylan | Bantamgewicht bis 56 kg | John Joe Nevin | 6:21 (2:5, 2:8, 2:8) | ausgeschieden | ausgeschieden | ausgeschieden | ausgeschieden | ausgeschieden | ausgeschieden | ausgeschieden | ausgeschieden | –    |

### Handball
| Wettbewerb    | Frauen | Männer |
| ------------- | --- | --- |
| Athleten      | Karin Mortensen Christina Pedersen Christina Krogshede Line Jørgensen Camilla Dalby Trine Troelsen Mette Melgaard Louise Burgaard Louise Svalastog Spellerberg Berit Kristensen Ann Grete Nørgaard Pernille Larsen Rikke Skov Susan Thorsgaard | Niklas Landin Jacobsen Marcus Cleverly Thomas Mogensen Rasmus Lauge Schmidt Nikolaj Markussen Anders Eggert Bo Spellerberg Michael V. Knudsen Lasse Svan Hansen Hans Lindberg René Toft Hansen Kasper Søndergaard Mikkel Hansen Kasper Nielsen |
| Trainer       | Jan Pytlick | Ulrik Wilbek |
| Gruppenphase  | Schweden 21:18 (8:10) Südkorea 24:25 (10:11) Spanien 21:24 (9:14) Norwegen 23:24 (11:12) Frankreich 24:30 (10:17) | Ungarn 27:25 (13:10) Spanien 24:23 (13:12) Serbien 26:25 (13:11) Kroatien 21:32 (9:14) Südkorea 26:24 (13:14) |
| Viertelfinale | ausgeschieden | Schweden 22:24 (9:11) |
| Halbfinale    | ausgeschieden | ausgeschieden |
| Finale        | ausgeschieden | ausgeschieden |
| Platzierung   | – | – |

### Kanu

#### Kanurennsport
| Athleten                                                        | Wettbewerb | Vorlauf      | Vorlauf | Halbfinale   | Halbfinale | Finale       | Finale | Rang |
| Athleten                                                        | Wettbewerb | Zeit         | Rang    | Zeit         | Rang       | Zeit         | Rang   | Rang |
| --------------------------------------------------------------- | ---------- | ------------ | ------- | ------------ | ---------- | ------------ | ------ | ---- |
| Frauen                                                          |            |              |         |              |            |              |        |      |
| Henriette Engel Hansen                                          | K-1 500 m  | 1:52,650 min | 2       | 1:51,929 min | 2          | 1:54,110 min | 7      | 7    |
| Männer                                                          |            |              |         |              |            |              |        |      |
| Kasper Bleibach                                                 | K-1 200 m  | 36,610 s     | 3       | 36,667 s     | 5          | 37,802 s     | 1      | 9    |
| René Holten Poulsen                                             | K-1 1000 m | 3:30,284 min | 1       | 3:30,247 min | 3          | 3:29,483 min | 4      | 4    |
| Kim Wraae Knudsen Emil Stær                                     | K-2 1000 m | 3:17,020 min | 5       | 3:15,580 min | 4          | 3:12,820 min | 1      | 9    |
| René Holten Poulsen Kasper Bleibach Kim Wraae Knudsen Emil Stær | K-4 1000 m | 3:05,134 min | 3       | 2:56,003 min | 6          | 2:56,542 min | 5      | 5    |

### Leichtathletik
Laufen und Gehen
| Athleten                  | Wettbewerb   | Vorlauf     | Vorlauf | Halbfinale    | Halbfinale    | Finale        | Finale        | Rang |
| Athleten                  | Wettbewerb   | Zeit        | Rang    | Zeit          | Rang          | Zeit          | Rang          | Rang |
| ------------------------- | ------------ | ----------- | ------- | ------------- | ------------- | ------------- | ------------- | ---- |
| Frauen                    |              |             |         |               |               |               |               |      |
| Jessica Draskau-Petersson | Marathon     | –           | –       | –             | –             | 2:31:43 h     | 40            | 40   |
| Sara Slott Petersen       | 400 m Hürden | 56,01 s     | 6       | 56,21 s       | 6             | ausgeschieden | ausgeschieden | 19   |
| Männer                    |              |             |         |               |               |               |               |      |
| Andreas Bube              | 800 m        | 1:46,40 min | 6       | ausgeschieden | ausgeschieden | ausgeschieden | ausgeschieden | 16   |
| Jesper Faurschou          | Marathon     | –           | –       | –             | –             | 2:18:44 h     | 41            | 41   |

Springen und Werfen
| Athleten            | Wettbewerb     | Qualifikation         | Qualifikation         | Finale        | Finale        | Rang |
| Athleten            | Wettbewerb     | Weite/Höhe            | Rang                  | Weite/Höhe    | Rang          | Rang |
| ------------------- | -------------- | --------------------- | --------------------- | ------------- | ------------- | ---- |
| Frauen              |                |                       |                       |               |               |      |
| Caroline Bonde Holm | Stabhochsprung | kein gültiger Versuch | kein gültiger Versuch | ausgeschieden | ausgeschieden | –    |
| Männer              |                |                       |                       |               |               |      |
| Kim Christensen     | Kugelstoßen    | 19,13 m               | 28                    | ausgeschieden | ausgeschieden | 28   |

### Radsport

#### Bahn
| Athleten                                                                      | Wettbewerb            | Qualifikation | Qualifikation | Finale       | Finale | Rang |
| Athleten                                                                      | Wettbewerb            | Zeit          | Rang          | Zeit         | Rang   | Rang |
| ----------------------------------------------------------------------------- | --------------------- | ------------- | ------------- | ------------ | ------ | ---- |
| Männer                                                                        |                       |               |               |              |        |      |
| Lasse Norman Hansen Rasmus Christian Quaade Michael Mørkøv Casper von Folsach | Mannschaftsverfolgung | 3:58,298 min  | 4             | 3:57,396 min | 5      | 5    |

Mehrkampf
| Omnium Männer       |          |   |    |   |    |              |   |   |              |   |    |      |
| Lasse Norman Hansen | 13,236 s | 4 | 59 | 2 | 12 | 4:20,674 min | 1 | 6 | 1:02,314 min | 2 | 27 | Gold |

#### Straße
| Athleten       | Wettbewerb       | Zeit         | Rang |
| -------------- | ---------------- | ------------ | ---- |
| Männer         |                  |              |      |
| Jakob Fuglsang | Straßenrennen    | 1:51:42 h    | 83   |
| Lars Bak       | Straßenrennen    | 1:51:57 h    | 125  |
| Matti Breschel | Straßenrennen    | 1:51:42 h    | 116  |
| Nicki Sørensen | Straßenrennen    | 1:51:42 h    | 91   |
| Jakob Fuglsang | Einzelzeitfahren | 54:34,49 min | 15   |
| Lars Bak       | Einzelzeitfahren | 54:33,21 min | 14   |

#### Mountainbike
| Athleten       | Wettbewerb    | Zeit             | Rang             |
| -------------- | ------------- | ---------------- | ---------------- |
| Frauen         |               |                  |                  |
| Annika Langvad | Cross-Country | nicht angetreten | nicht angetreten |

#### BMX
| Athleten           | Wettbewerb | Qualifikation | Qualifikation | Viertelfinale | Viertelfinale | Halbfinale    | Halbfinale    | Finale        | Finale        | Rang |
| Athleten           | Wettbewerb | Zeit          | Rang          | Zeit          | Rang          | Zeit          | Rang          | Zeit          | Rang          | Rang |
| ------------------ | ---------- | ------------- | ------------- | ------------- | ------------- | ------------- | ------------- | ------------- | ------------- | ---- |
| Männer             |            |               |               |               |               |               |               |               |               |      |
| Morten Therkildsen | Race       | 39,378 s      | 25            | 20            | 5             | ausgeschieden | ausgeschieden | ausgeschieden | ausgeschieden | 18   |

### Reiten
| Dressur                                                             |            |         |      |
| Athleten                                                            | Wettbewerb | Prozent | Rang |
| Nathalie zu Sayn-Wittgenstein-Berleburg                             | Einzel     | 79,018  | 12   |
| Anna Kasprzak                                                       | Einzel     | 76,446  | 18   |
| Anne van Olst                                                       | Einzel     | 72,016  | 21   |
| Lisbet Seierskilde                                                  | Einzel     | 69,863  | 32   |
| Nathalie zu Sayn-Wittgenstein-Berleburg Anna Kasprzak Anne van Olst | Mannschaft | 73,846  | 4    |

### Ringen
| Athleten                         | Wettbewerb       | 1. Runde | 1. Runde | Achtelfinale  | Achtelfinale | Viertelfinale  | Viertelfinale | Halbfinale              | Halbfinale    | Hoffnungsrunde Viertelfinale | Hoffnungsrunde Viertelfinale | Hoffnungsrunde Halbfinale | Hoffnungsrunde Halbfinale | Hoffnungsrunde Finale | Hoffnungsrunde Finale | Finale        | Finale        | Rang |
| Athleten                         | Wettbewerb       | Gegner   | Ergebnis | Gegner        | Ergebnis     | Gegner         | Ergebnis      | Gegner                  | Ergebnis      | Gegner                       | Ergebnis                     | Gegner                    | Ergebnis                  | Gegner                | Ergebnis              | Gegner        | Ergebnis      | Rang |
| -------------------------------- | ---------------- | -------- | -------- | ------------- | ------------ | -------------- | ------------- | ----------------------- | ------------- | ---------------------------- | ---------------------------- | ------------------------- | ------------------------- | --------------------- | --------------------- | ------------- | ------------- | ---- |
| griechisch-römischer Stil Männer |                  |          |          |               |              |                |               |                         |               |                              |                              |                           |                           |                       |                       |               |               |      |
| Håkan Nyblom                     | Klasse bis 55 kg | Freilos  | Freilos  | Fouad Fajari  | 3:0          | Kohei Hasegawa | 3:0           | Hamid Soryan Reihanpour | 0:3           | –                            | –                            | –                         | –                         | Peter Modos           | 1:3                   | ausgeschieden | ausgeschieden | 5    |
| Mark Overgaard Madsen            | Klasse bis 74 kg | Freilos  | Freilos  | Roman Wlassow | 1:3          | ausgeschieden  | ausgeschieden | ausgeschieden           | ausgeschieden | –                            | –                            | Christophe Guénot         | 3:1                       | Aleksandr Kazakevič   | 0:3                   | ausgeschieden | ausgeschieden | 5    |

### Rudern
| Athleten                                                                     | Wettbewerb                  | Vorlauf     | Vorlauf | Vorlauf        | Hoffnungslauf | Hoffnungslauf | Hoffnungslauf | Viertelfinale | Viertelfinale | Viertelfinale  | Halbfinale  | Halbfinale | Halbfinale    | Finale      | Finale | Rang   |
| Athleten                                                                     | Wettbewerb                  | Zeit        | Rang    | Qualifikation  | Zeit          | Rang          | Qualifikation | Zeit          | Rang          | Qualifikation  | Zeit        | Rang       | Qualifikation | Zeit        | Rang   | Rang   |
| ---------------------------------------------------------------------------- | --------------------------- | ----------- | ------- | -------------- | ------------- | ------------- | ------------- | ------------- | ------------- | -------------- | ----------- | ---------- | ------------- | ----------- | ------ | ------ |
| Frauen                                                                       |                             |             |         |                |               |               |               |               |               |                |             |            |               |             |        |        |
| Fie Udby Erichsen                                                            | Einer                       | 7:29,37 min | 2       | Viertelfinale  | –             | –             | –             | 7:38,93 min   | 1             | Halbfinale A/B | 7:44,33 min | 1          | Finale A      | 7:57,72 min | 2      | Silber |
| Juliane Elander Rasmussen Anne Lolk Thomsen                                  | Leichtgewichts-Doppelzweier | 6:59,94 min | 2       | Halbfinale A/B | –             | –             | –             | –             | –             | –              | 7:10,93 min | 2          | Finale A      | 7:15,53 min | 4      | 4      |
| Männer                                                                       |                             |             |         |                |               |               |               |               |               |                |             |            |               |             |        |        |
| Henrik Stephansen                                                            | Einer                       | 6:46,32 min | 3       | Viertelfinale  | –             | –             | –             | 6:55,95 min   | 4             | Halbfinale C/D | 7:29,76 min | 1          | Finale C      | 7:19,62 min | 13     | 13     |
| Rasmus Quist Mads Rasmussen                                                  | Leichtgewichts-Doppelzweier | 6:33,11 min | 1       | Halbfinale A/B | –             | –             | –             | –             | –             | –              | 6:33,25 min | 1          | Finale A      | 6:37,17 min | 1      | Gold   |
| Eskild Ebbesen Morten Jørgensen Jacob Barsøe Jepsen Kasper Winther Jørgensen | Leichtgewichts-Vierer       | 5:55,64 min | 3       | Halbfinale A/B | –             | –             | –             | –             | –             | –              | 6:03,53 min | 1          | Finale A      | 6:03,16 min | 3      | Bronze |

### Schießen
| Athleten       | Wettbewerb                          | Qualifikation | Qualifikation | Finale        | Finale        | Ringe | Rang   |
| Athleten       | Wettbewerb                          | Ringe         | Rang          | Ringe         | Rang          | Ringe | Rang   |
| -------------- | ----------------------------------- | ------------- | ------------- | ------------- | ------------- | ----- | ------ |
| Frauen         |                                     |               |               |               |               |       |        |
| Stine Nielsen  | Luftgewehr 10 m                     | 397           | 9             | ausgeschieden | ausgeschieden | 397   | 9      |
| Stine Andersen | Luftgewehr 10 m                     | 393           | 30            | ausgeschieden | ausgeschieden | 393   | 30     |
| Stine Nielsen  | Sportgewehr Dreistellungskampf 50 m | 582           | 11            | ausgeschieden | ausgeschieden | 582   | 11     |
| Männer         |                                     |               |               |               |               |       |        |
| Torben Grimmel | Kleinkaliber liegend 50 m           | 592           | 24            | ausgeschieden | ausgeschieden | 592   | 24     |
| Jesper Hansen  | Skeet                               | 113           | 26            | ausgeschieden | ausgeschieden | 113   | 26     |
| Anders Golding | Skeet                               | 122           | 2             | 24            | 2             | 146   | Silber |

### Schwimmen
| Athleten                                                                  | Wettbewerb                 | Vorlauf          | Vorlauf          | Halbfinale    | Halbfinale    | Finale        | Finale        | Rang |
| Athleten                                                                  | Wettbewerb                 | Zeit             | Rang             | Zeit          | Rang          | Zeit          | Rang          | Rang |
| ------------------------------------------------------------------------- | -------------------------- | ---------------- | ---------------- | ------------- | ------------- | ------------- | ------------- | ---- |
| Frauen                                                                    |                            |                  |                  |               |               |               |               |      |
| Jeanette Ottesen Gray                                                     | 50 m Freistil              | 24,85 s          | 7                | 24,99 s       | 12            | ausgeschieden | ausgeschieden | 12   |
| Pernille Blume                                                            | 50 m Freistil              | 25,54 s          | 24               | ausgeschieden | ausgeschieden | ausgeschieden | ausgeschieden | 24   |
| Jeanette Ottesen Gray                                                     | 100 m Freistil             | 53,51 s          | 3                | 53,77 s       | 5             | 53,75 s       | 7             | 7    |
| Pernille Blume                                                            | 100 m Freistil             | 55,04 s          | 19               | ausgeschieden | ausgeschieden | ausgeschieden | ausgeschieden | 19   |
| Pernille Blume                                                            | 200 m Freistil             | 2:00,91 min      | 24               | ausgeschieden | ausgeschieden | ausgeschieden | ausgeschieden | 24   |
| Lotte Friis                                                               | 400 m Freistil             | 4:04,22 min      | 5                | –             | –             | 4:03,98 min   | 4             | 4    |
| Lotte Friis                                                               | 800 m Freistil             | 8:21,89 min      | 2                | –             | –             | 8:23,86 min   | 5             | 5    |
| Jeanette Ottesen Gray                                                     | 100 m Schmetterling        | 57,64 s          | 4                | 57,25 s       | 3             | 57,35 s       | 6             | 6    |
| Rikke Møller Pedersen                                                     | 100 m Brust                | 1:07,23 min      | 9                | 1:06,82 min   | 6             | 1:07,55 min   | 8             | 8    |
| Rikke Møller Pedersen                                                     | 200 m Brust                | 2:22,69 min      | 2                | 2:22,23 min   | 2             | 2:21,65 min   | 4             | 4    |
| Mie Ø. Nielsen                                                            | 100 m Rücken               | 1:00,38 min      | 17               | ausgeschieden | ausgeschieden | ausgeschieden | ausgeschieden | 17   |
| Mie Ø. Nielsen                                                            | 200 m Rücken               | 2:13,89 min      | 28               | ausgeschieden | ausgeschieden | ausgeschieden | ausgeschieden | 28   |
| Lotte Friis Jeanette Ottesen Gray Pernille Blume Mie Ø. Nielsen           | 4 × 100-m-Freistil-Staffel | 3:38,09 min      | 6                | –             | –             | 3:37,45 min   | 6             | 6    |
| Jeanette Ottesen Gray Rikke Møller Pedersen Pernille Blume Mie Ø. Nielsen | 4 × 100-m-Lagen-Staffel    | 3:58,35 min      | 3                | –             | –             | 3:57,76 min   | 7             | 7    |
| Männer                                                                    |                            |                  |                  |               |               |               |               |      |
| Mads Glæsner                                                              | 200 m Freistil             | nicht angetreten | nicht angetreten | ausgeschieden | ausgeschieden | ausgeschieden | ausgeschieden | –    |
| Mads Glæsner                                                              | 400 m Freistil             | 3:48,27 min      | 12               | –             | –             | ausgeschieden | ausgeschieden | 12   |
| Pál Joensen                                                               | 400 m Freistil             | 3:47,36 min      | 10               | –             | –             | ausgeschieden | ausgeschieden | 10   |
| Pál Joensen                                                               | 1500 m Freistil            | 15:18,42 min     | 17               | –             | –             | ausgeschieden | ausgeschieden | 17   |
| Mathias Gydesen                                                           | 100 m Rücken               | 55,31 s          | 30               | ausgeschieden | ausgeschieden | ausgeschieden | ausgeschieden | 30   |
| Anders Lie Daniel Skaaning Mads Glæsner Pál Joensen                       | 4 × 200-m-Freistil-Staffel | 7:15,04 min      | 13               | –             | –             | ausgeschieden | ausgeschieden | 13   |

### Segeln
Fleet Race
| Athleten                     | Wettbewerb      | Qualifikation | Qualifikation | Medal Race    | Medal Race    | Punkte        | Rang   |
| Athleten                     | Wettbewerb      | Punkte        | Rang          | Punkte        | Rang          | Punkte        | Rang   |
| ---------------------------- | --------------- | ------------- | ------------- | ------------- | ------------- | ------------- | ------ |
| Frauen                       |                 |               |               |               |               |               |        |
| Anne-Marie Rindom            | Laser Radial    | 130           | 13            | ausgeschieden | ausgeschieden | ausgeschieden | 13     |
| Lene Sommer Henriette Koch   | 470er           | 106           | 16            | ausgeschieden | ausgeschieden | ausgeschieden | 16     |
| Männer                       |                 |               |               |               |               |               |        |
| Sebastian Fleischer          | Windsurfen RS:X | 220           | 29            | ausgeschieden | ausgeschieden | ausgeschieden | 29     |
| Thorbjørn Schierup           | Laser           | 157           | 19            | ausgeschieden | ausgeschieden | ausgeschieden | 19     |
| Jonas Høgh-Christensen       | Finn Dinghy     | 26            | 1             | 20            | 2             | 46            | Silber |
| Allan Nørregaard Peter Lang  | 49er            | 108           | 3             | 6             | 3             | 114           | Bronze |
| Michael Hestbæk Claus Olesen | Star            | 89            | 11            | ausgeschieden | ausgeschieden | ausgeschieden | 11     |

Match Race
| Athletinnen                                          | Wettbewerb  | Round Robin | Round Robin | Viertelfinale | Viertelfinale | Halbfinale    | Halbfinale    | Finale        | Finale        | Rang |
| Athletinnen                                          | Wettbewerb  | Bilanz      | Rang        | Gegner        | Ergebnis      | Gegner        | Ergebnis      | Gegner        | Ergebnis      | Rang |
| ---------------------------------------------------- | ----------- | ----------- | ----------- | ------------- | ------------- | ------------- | ------------- | ------------- | ------------- | ---- |
| Frauen                                               |             |             |             |               |               |               |               |               |               |      |
| Lotte Meldgaard Pedersen Susanne Boidin Tina Gramkov | Elliott 6 m | 3:8         | 10          | ausgeschieden | ausgeschieden | ausgeschieden | ausgeschieden | ausgeschieden | ausgeschieden | 10   |

### Tennis
| Athleten           | Wettbewerb | 1. Runde        | 1. Runde      | 2. Runde         | 2. Runde      | Achtelfinale       | Achtelfinale | Viertelfinale   | Viertelfinale | Halbfinale    | Halbfinale    | Finale        | Finale        |
| Athleten           | Wettbewerb | Gegner          | Ergebnis      | Gegner           | Ergebnis      | Gegner             | Ergebnis     | Gegner          | Ergebnis      | Gegner        | Ergebnis      | Gegner        | Ergebnis      |
| ------------------ | ---------- | --------------- | ------------- | ---------------- | ------------- | ------------------ | ------------ | --------------- | ------------- | ------------- | ------------- | ------------- | ------------- |
| Frauen             |            |                 |               |                  |               |                    |              |                 |               |               |               |               |               |
| Caroline Wozniacki | Einzel     | Anne Keothavong | 4:6, 6:3, 6:2 | Yanina Wickmayer | 6:4, 3:6, 6:3 | Daniela Hantuchová | 6:4, 6:2     | Serena Williams | 0:6, 3:6      | ausgeschieden | ausgeschieden | ausgeschieden | ausgeschieden |

### Tischtennis
| Athleten      | Wettbewerb | 1. Runde           | 1. Runde | 2. Runde        | 2. Runde      | 3. Runde          | 3. Runde      | 4. Runde      | 4. Runde      | Viertelfinale      | Viertelfinale | Halbfinale    | Halbfinale    | Finale        | Finale        |
| Athleten      | Wettbewerb | Gegner             | Ergebnis | Gegner          | Ergebnis      | Gegner            | Ergebnis      | Gegner        | Ergebnis      | Gegner             | Ergebnis      | Gegner        | Ergebnis      | Gegner        | Ergebnis      |
| ------------- | ---------- | ------------------ | -------- | --------------- | ------------- | ----------------- | ------------- | ------------- | ------------- | ------------------ | ------------- | ------------- | ------------- | ------------- | ------------- |
| Frauen        |            |                    |          |                 |               |                   |               |               |               |                    |               |               |               |               |               |
| Mie Skov      | Einzel     | Nadeen El-Dawlatly | 4:0      | Natalia Partyka | 3:4           | ausgeschieden     | ausgeschieden | ausgeschieden | ausgeschieden | ausgeschieden      | ausgeschieden | ausgeschieden | ausgeschieden | ausgeschieden | ausgeschieden |
| Männer        |            |                    |          |                 |               |                   |               |               |               |                    |               |               |               |               |               |
| Michael Maze  | Einzel     | Freilos            | Freilos  | Freilos         | Freilos       | Kalinikos Kreanga | 4:1           | Jun Mizutani  | 4:0           | Dimitrij Ovtcharov | 3:4           | ausgeschieden | ausgeschieden | ausgeschieden | ausgeschieden |
| Allan Bentsen | Einzel     | Dániel Zwickl      | 1:4      | ausgeschieden   | ausgeschieden | ausgeschieden     | ausgeschieden | ausgeschieden | ausgeschieden | ausgeschieden      | ausgeschieden | ausgeschieden | ausgeschieden | ausgeschieden | ausgeschieden |

### Trampolinturnen
| Athleten     | Wettbewerb | Qualifikation | Qualifikation | Finale        | Finale        | Rang |
| Athleten     | Wettbewerb | Punkte        | Rang          | Punkte        | Rang          | Rang |
| ------------ | ---------- | ------------- | ------------- | ------------- | ------------- | ---- |
| Männer       |            |               |               |               |               |      |
| Peter Jensen | Einzel     | 104,695       | 10            | ausgeschieden | ausgeschieden | 10   |

### Triathlon
| Athleten          | Wettbewerb | Zeit      | Rang |
| ----------------- | ---------- | --------- | ---- |
| Frauen            |            |           |      |
| Helle Frederiksen | Einzel     | 2:03:10 h | 27   |
| Line Jensen       | Einzel     | 2:02:47 h | 23   |